# Vocală rotunjită
În fonetică, o vocală se numește rotunjită (sau labială) dacă se pronunță cu participarea activă a buzelor, care formează o deschidere circulară.
Vocalele rotunjite din limba română sînt:
- /o/ ca în loc;
- /u/ ca în suc.

În cuvinte românești de origine străină mai pot apărea și vocalele /ø/ (ca în bleu și loess) și /y/ (ca în führer și bruxelez).

## Exemple în alte limbi
- maghiară [ø] ca în nő [nøː] (femei);
- turcă /ø̞/ ca în göz [gʲø̞z] (ochi); /y/ ca în gül [g/y/l] (trandafir)
- franceză /œ/ ca în jeune [ʒœn] (tînăr);
- finlandeză /y/ ca în yksi ['yksi] (unu);
- germană /ɔ/ ca în voll [fɔl] (plin).